# Estación San Solano
San Solano era una estación de ferrocarril del Departamento General San Martín, Provincia de La Rioja, Argentina.

## Servicios
No presta servicios de ningún tipo. Sus vías correspondían al Ramal A9 del Ferrocarril General Belgrano.

## Historia
Fue inaugurada en 1935. Los servicios fueron cancelados por el Decreto Nacional 547/77 el 2 de marzo de 1977